# 李俊文
李俊文（1969年—），原山西省太原市小店区西温庄乡西攒村村民委员会主任、区人大代表，中华人民共和国基层官员。
2003年至2011年12月间为西攒村委会主任。李俊文有四个“老婆”，“合法生育”十个子女。其中，第一位领取结婚证的妻子、第二、第三位情妇及九名子女的户口都在西攒村。村民将李俊文的违反乱纪情况反映到信访局，一领导竟回复“那是他的本事”。2012年12月5日，网络媒体曝光此事。6日，中共小店区委、小店区人民政府组织多部门召开会议。中共小店区区委宣传部在6日表示，李俊文的代表资格已被暂停，公安机关已对其采取取保候审的刑事强制措施。8日，李俊文被公安机关刑事拘留。9日，小店区人大常委会终止其代表资格。12月22日，检察机关已经逮捕李俊文，目前案件正经司法程序审理。
2013年12月，山西省太原市小店区人民法院以犯故意伤害罪和伪造国家机关证件罪，一审判处李俊文有期徒刑两年六个月。李俊文提起上诉，山西省太原市中级人民法院维持原判。司法机关未追究李俊文重婚罪。

## 参看
- 2012年中国反腐
- 一夫多妻
- 杨达才
- 齐放